# Bernard Fullenius

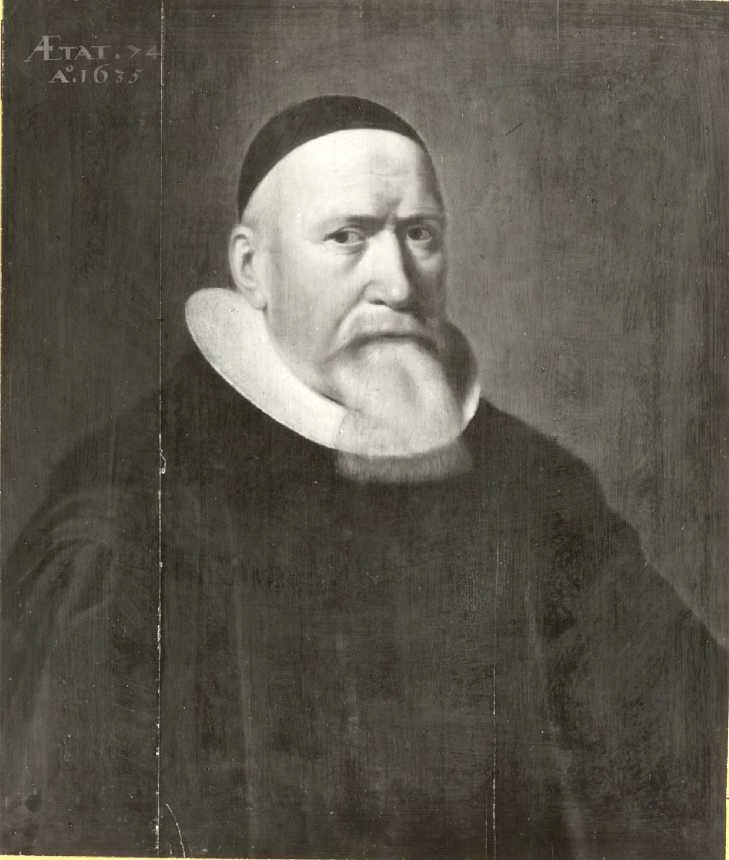
Bernard Fullenius

Bernard Fullenius (Westfalen. ca. 1565 – Leeuwarden, ca. 1636) was een theoloog die omstreeks 1565 in Westfalen in het Heilige Roomse Rijk geboren werd.

## Biografie
Fullenius studeerde aan de calvinistische hogeschool te Herborn en de academie te Wittenberg.
Hij werd doctor in de theologie. In 1593 werd hij vast predikant in Leeuwarden. Door Friesland werd beroep gedaan op zijn kennis van oosterse talen en werd hij benoemd tot revisor voor de vertaling van het Nieuwe Testament en later ook in de plaats van de overleden Sibrandus Lubbertus voor het Oude Testament.

## Gezin
Fullenius huwde in 1595 in Leeuwarden met Atje Bockes Abbema.